# Pachygrapsus corrugatus
Pachygrapsus corrugatus is een krabbensoort uit de familie van de Grapsidae. De wetenschappelijke naam van de soort is voor het eerst geldig gepubliceerd in 1872 door von Martens.